# Captain Courtesy
Captain Courtesy er en amerikansk stumfilm fra 1915 af Lois Weber og Phillips Smalley.

## Medvirkende
- Dustin Farnum som Leonardo Davis
- Winifred Kingston som Eleanor
- Courtenay Foote som George Granville
- Herbert Standing som Reinaldo
- Jack Hoxie som Martinez